# Тале Огнєновський
Тале Огнєновський (болг. Цветан Радославов Хаджиденков, нар. 27 квітня 1922 — пом. 19 червня 2012) — македонський музикант віртуоз: кларнетист, дудар, флейтист, перкусіоніст-барабанщик, композитор і керівник джаз-оркестру. 27 січня 1956 року, він виступав у Карнегі-холі в Нью-Йорку, граючи на кларнеті і сопілці, соліст македонської держави ансамбль народних танців і пісні.

## Біографія
Народився Тале Огнєновський поблизу Бітоли, Республіка Македонія. Він успадкував свій талант від свого прадіда і діда, обидва грали на сопілці, і від свого батька. Коли Тале було 7 років він пішов стопами предків — грав на сопілці (шупелка). У 1933 році його батько Йован помер. Коли Тале виповнилося 15 (1937), його бабуся і мати зібрали грошей, щоб купити Тале його перший кларнет. Невдовзі Огнєновський почав грати на кларнеті на більшості свят та концертів у селах та місті Бітола, виступаючи сольно, або ж з багатьма іншими музикантами.

## Творчі набутки
- Makedonska Ora (1963, EP 14700, PGP-RTB, Serbia)
- Makedonska Ora (1964, EP 14702, PGP-RTB, Serbia)
- Makedonska Ora (1964, EP 14703, PGP-RTB, Serbia)
- Makedonska Ora (1964, EP 14704, PGP-RTB, Serbia)
- Tale Ognenovski Klarinet sa Svojim Ansamblom (1965, EP 14711, PGP-RTB, Serbia)
- Narodni Ora Tale Ognenovski so Chalgiite (1965, EP 14716, PGP-RTB, Serbia)
- Makedonska Ora Svira na Klarineti Tale Ognenovski uz Svoj Ansambl (1967, EPY-3851, Jugoton, Croatia)
- Bitola, Babam Bitola, Makedonske Narodne Pjesme i Kola (1969, LPY-V 780, Jugoton, Croatia)
- Plesovi Naroda Jugoslavije (1971, LPYV-S-806, Jugoton, Croatia)
- Makedonska Ora Tale Ognenovski Klarinet sa Svojim Ansamblom (1972, EPY-34461, Jugoton, Croatia)
- Makedonska Narodna Ora (1972, LPY-50985, Jugoton, Croatia)
- Makedonska Ora Svira Ansambl Chalgija pod Vodstvom Tale Ognenovskim (1972, EPY-34489, Jugoton, Croatia)
- Tale Ognenovski Klarinet Svira Ora (1975, LPY-61143, Jugoton, Croatia)
- Tale Ognenovski Kavadarsko Svadbarsko Oro (1977, EP 14758, PGP-RTB, Serbia)
- Makedonski Narodni Ora so Chalgiite na Tale Ognenovski, Staro Kukushko Oro (1979, LP 1495 Stereo, PGP-RTB, Serbia)
- Makedonski Igraorni Ora Sviri Tale Ognenovski (1979, LP 1439 STEREO, PGP-RTB, Serbia)
- 35 Godini na RTV Skopje, Narodna Muzika (1979, ULS-578, Macedonian Radio-Television, Republic of Macedonia)
- Tale Ognenovski so Orkestarot Chalgii na RTS (1989, MP 21037 Stereo, Macedonian Radio-Television, Republic of Macedonia)
- 50 Godini na Makedonskata Radio Televizija, Antologija na Makedonskata Narodna Muzika, Svirachi Majstori (1994, MP 21176 Stereo, Macedonian Radio-Television, Republic of Macedonia)
- Muzichki Spomenar (1994, Video Tape MP31087 VHS PAL Colour, Macedonian Radio-Television, Republic of Macedonia)
- Jazz, Macedonian Folk Dances and Classical Music (2001, IR04542, Independent Records, US)
- Mozart and Ognenovski Clarinet Concertos (2006, IR37223, Independent Records, US)
- Macedonian Clarinet Jazz Composed By Tale Ognenovski (2008, IR38824, Independent Records, US)